# Sharper
Sharper è un film del 2023 diretto da Benjamin Caron.

## Trama
Presentato in una struttura narrativa non lineare, Sharper intreccia le storie di personaggi diversi legati da trame di inganno, avidità e seduzione, in un raffinato gioco di apparenze e complicità.

### Tom
Tom è il proprietario di una libreria dell’usato a New York. Un giorno conosce Sandra, una donna alla ricerca di un libro raro. Dopo qualche esitazione iniziale, i due iniziano una relazione. Quando lei gli racconta che il fratello è in grave pericolo e ha bisogno di una somma ingente di denaro, Tom, figlio di un ricco imprenditore, decide di aiutarla. Ma dopo averle consegnato i soldi, Sandra sparisce, lasciando Tom in uno stato di profonda crisi.

### Sandra
Dietro il nome di “Sandra” si cela in realtà Sandy, un’ex detenuta con una lunga storia criminale. In passato, prima di conoscere Tom, Sandy venne avvicinata da un ufficiale di sorveglianza corrotto, ma fu salvata da Max, un truffatore esperto che la prese sotto la sua ala. Tra i due nacque un legame ambiguo, cementato da una serie di raggiri messi a segno insieme.

### Max
Max, prima di incontrare Sandy, si introdusse nella vita del miliardario Richard Hobbes  fingendosi il figlio della compagna di Richard, Madeline. Con l’aiuto del complice Tipsy, Max orchestrò una truffa per estorcere denaro all’anziano milionario. Ma ciò che sembrava una messinscena familiare si rivelò un doppio gioco, poiché Max e Madeline non erano madre e figlio, bensì amanti con un piano ben più ambizioso.

### Madeline
Dopo la morte di Richard, Madeline eredita gran parte del suo patrimonio, mentre Tom riceve solo la libreria e una carica simbolica nella fondazione del padre. Determinato a ritrovare Sandra, Tom incarica un investigatore privato, Braddock, di rintracciarla. Sandy viene trovata in uno stato di grave dipendenza e portata da Tom. Il confronto tra Madeline e Sandy fa emergere verità sepolte e tensioni irrisolte, portando tutti i personaggi a riunirsi in un incontro teso e carico di sospetti.

### Sandy
Sandy, divisa tra il sentimento per Tom e il legame con Max, si ritrova coinvolta in un gioco pericoloso di inganni e alleanze. L’incontro finale tra i protagonisti sembra destinato a fare chiarezza, ma le apparenze ingannano e ognuno ha un piano nascosto. Mentre tutto sembra precipitare, nuove rivelazioni cambiano le carte in tavola.

## Produzione

### Sviluppo
Nel marzo 2021 è stato annunciato che A24 avrebbe prodotto il film, che sarebbe stato diretto da Benjamin Carol, distribuito su Apple TV+ e avrebbe annoverato Julianne Moore nel ruolo della protagonista. Nel luglio dello stesso anno Sebastian Stan è entrato a far parte del cast, a cui si sono uniti Justice Smith e Briana Middleton il mese successivo e John Lithgow nel settembre dello stesso anno.

### Riprese
Le riprese principali sono iniziate il 13 settembre 2021 a New York.

## Promozione
Il primo teaser trailer è stato pubblicato il 3 novembre 2022, mentre il primo trailer ufficiale è stato pubblicato il 12 gennaio 2023.

## Distribuzione
Il film è stato reso disponibile su Apple TV+ il 24 febbraio 2023 dopo essere apparso in distribuzione limitata nelle sale statunitensi dal 10 febbraio.